# Doctor Hauzer
Doctor Hauzer — компьютерная игра в жанре survival horror, разработанная компанией Riverhillsoft для консоли 3DO Interactive Multiplayer. Игра была издана Panasonic в апреле 1994 года только в Японии. Один из ранних представителей трёхмерных игр в жанре survival horror, игровой процесс которых сосредоточен на решении загадок и избегании ловушек.

## Игровой процесс
Игроку необходимо перемещаться по особняку в поисках подсказок и решать головоломки. Основную опасность представляют ловушки, причем некоторые из них можно обнаружить лишь методом проб и ошибок. Для оценки обстановки игрок может переключаться между несколькими видами камер (например, от первого и от третьего лица). Кроме того, у игрока есть возможность сохраняться неограниченное количество раз. В игре нет боевой системы.

## Сюжет
1952 год. Главный герой — репортер, пытающийся разгадать тайну исчезновения доктора Хаузера. Известный археолог был настолько предан своей работе, что построил особняк прямо над местом раскопок. Немного погодя герой узнает, что доктор оказался одержим божеством по имени Келлбим, которому жертвовал своих стажеров. Кроме того, дом Хаузера изобилует скрытыми ловушками, охраняющими тайны особняка от посторонних.

## Критика
Next Generation выразились об игре благожелательно, отметив, что она стоит внимания любителей жанра. Defunct Games дали игре оценку -B, отметив: «Doctor Hauzer не является лучшим представителем жанра, но она определённо сказывается на его формировании. Если вам нравится Resident Evil, но вы терпеть не можете зомби, вам может прийтись по вкусу эта игра. Просто следите за каждым своим шагом». Французский сайт Oldiest Rising оценил игру на 14 баллов из 20, сравнивая её с другим пионером жанра — Alone in the Dark.